# Distremocephalus buenoi
Distremocephalus buenoi är en skalbaggsart som beskrevs av Juan A. Zaragoza 1986. Distremocephalus buenoi ingår i släktet Distremocephalus och familjen Phengodidae. Inga underarter finns listade i Catalogue of Life.